# George Edmund Lindsay
George Edmund Lindsay ( 1916 - 2002) fue un botánico y profesor estadounidense. En 1956, obtuvo su doctorado en la Universidad de Stanford.

## Algunas publicaciones

### Libros
- george edmund Lindsay, j. hugo Cota. 1996. The taxonomy and ecology of the genus Ferocactus: explorations in the USA and Mexico. Edición ilustrada de Tireless Termites Press, 444 pp. ISBN 0-9654359-0-3

- -----------------------------------, merielle k. Flood. 1994. George Edmund Lindsay, Ph. D.: Building a Natural History Museum. Oral history of the California Academy of Sciences. 238 pp.

- -----------------------------------. 1966. The Gulf Islands Expedition of 1966. Volumen 30, Nº 16 de Proc. of the California Academy of Sci. Editor The Academy, 355 pp.

- -----------------------------------. 1964. Sea of Cortez Expedition of the California Academy of Sciences. Proc. of the California Academy of Sci. 30 ( 11) 242 pp.

- -----------------------------------, ethel bailey Higgins. 1955. Notes concerning the botanical explorers and exploration of Lower California, Mexico: a paper prepared for Biology 199, Stanford University, Winter Quarter. Edición reimpresa de Belvedere Scientific Fund, 212 pp.

## Honores
Miembro de
- California Academy of Sciences, y presidente de la Pacific Division, de 1970 a 1971[2]

- 1970 - 1971: Asociación de Universidades de EE. UU.

- 1947 - 1948: Cactus & Succulent Society of America (CSSA)[3]

Galardones
- 1992: Cactus d'Or se concede cada dos años, desde 1978, por la Organización Internacional para las Suculentas (IOS); patrocinado por el Principado de Mónaco[4]

- La abreviatura «G.E.Linds.» se emplea para indicar a George Edmund Lindsay como autoridad en la descripción y clasificación científica de los vegetales.[5]